# Clanfield (Hampshire)
Clanfield is een civil parish in het bestuurlijke gebied East Hampshire, in het Engelse graafschap Hampshire.